# Tricia Cooke
Tricia Cooke (25 de junio de 1965) es una montadora estadounidense. Está casada con Ethan Coen y viven en Nueva York.

## Filmografía
- Miller's Crossing (1990)
- Barton Fink (1991)
- The Hudsucker Proxy (1994)
- Fargo (1996)
- Where the Air Is Cool and Dark (1997)
- Betty (1997)
- El gran Lebowski (1998)
- The 4th Floor (1999)
- Weeping Shriner (cortometraje) (1999)
- O Brother, Where Art Thou? (2000)
- The Man Who Wasn't There (2001)
- Where the Girls Are (cortometraje documental) (2003)
- Hindsight Is 20/20... (cortometraje) (2004)
- A Uniform Used to Mean Something... (cortometraje) (2004)
- The Notorious Bettie Page (2005)
- Fast Track (2006)
- Don't Mess with Texas (cortometraje) (2008)
- The Thorny Rose (cortometraje) (2008)
- New York, I Love You (segmento "Natalie Portman")  (2008)
- Eve (cortometraje)  (2008)
- Solitary Man (2009)
- Wanderland (2018)
- Jerry Lee Lewis: Trouble in Mind (2022)
- Drive-Away Dolls (2023) (productora y guionista)